# The Scientific Monthly

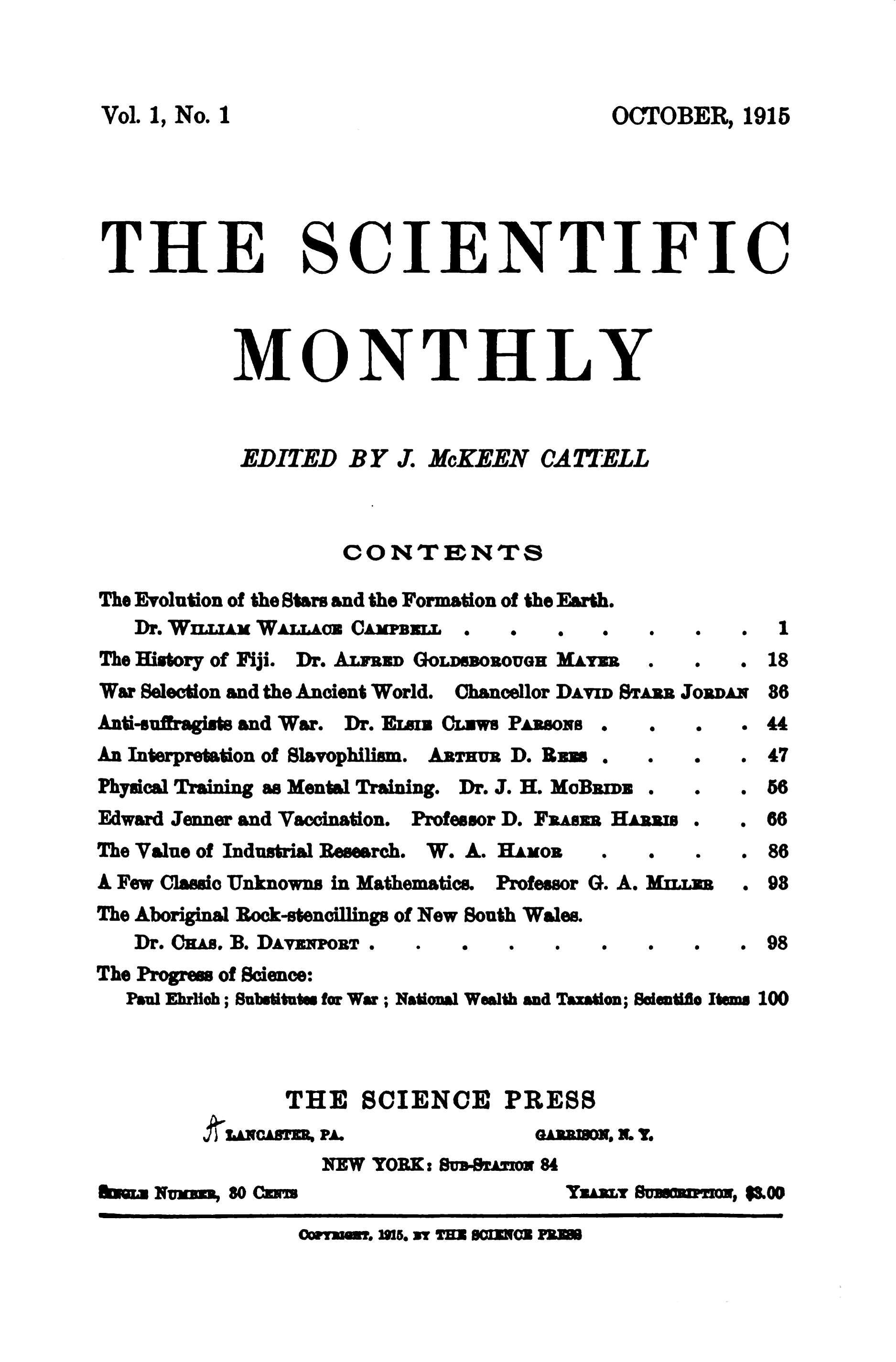
Portada del primer número de la revista, octubre de 1915.

The Scientific Monthly fue una revista científica publicada entre 1915 y 1958 en Estados Unidos.
Fue editada por la Asociación Estadounidense para el Avance de la Ciencia. Tuvo su origen en The Popular Science Monthly, una revista que había sido fundada en 1872 y cuyo título decidió vender en 1915 su por entonces editor James McKeen Cattell para fundar una nueva publicación con un enfoque más científico y menos divulgativo que su predecesora. Se terminaría fusionando con Science en 1958.